# 埃尔默·拉格斯
埃尔默·罗伊·拉格斯（英語： 1901年5月9日—1972年3月2日）为一位美国音讯工程师，主要就职于哈尔·罗奇影业。他曾8次提名奥斯卡金像奖，其中6次奥斯卡最佳音响效果奖，2次奥斯卡最佳视觉效果奖。

## 精选影视作品
最佳音响效果：
- 史班奇将军（英语：General Spanky） (1936)[1]
- 逍遥鬼侣（英语：Topper (film)） (1937)[2]
- 狂人的家庭 (1938)[3]
- 人鼠之间（英语：Of Mice and Men (1939 film)） (1939)[4]
- 小心船长（英语：Captain Caution） (1940)[5]
- 礼帽回归（英语：Topper Returns） (1941)[6]

最佳视觉效果：
- 公元前一百万年（英语：One Million B.C.） (1940)[5]
- 礼帽回归（英语：Topper Returns） (1941)[6]